# Aberdeen (Saskatchewan)
Pour les articles homonymes, voir Aberdeen (homonymie).
Aberdeen est une petite ville de la Saskatchewan (Canada).

## Géographie
Aberdeen est située sur l'autoroute 41 à environ 40 km au nord-est de Saskatoon.

## Histoire
Aberdeen fut fondée par des immigrants russes, anglais, écossais et ukrainiens dans les années 1890. Le chemin de fer est arrivé en 1905. La population dans les années 1930 était près de 300 habitants.

## Démographie
| 2001 | 2006 | 2011 | 2016 |
| ---- | ---- | ---- | ---- |
| 534  | 527  | 599  | 669  |